# Brückenstraße 25/27 (Gieselwerder)

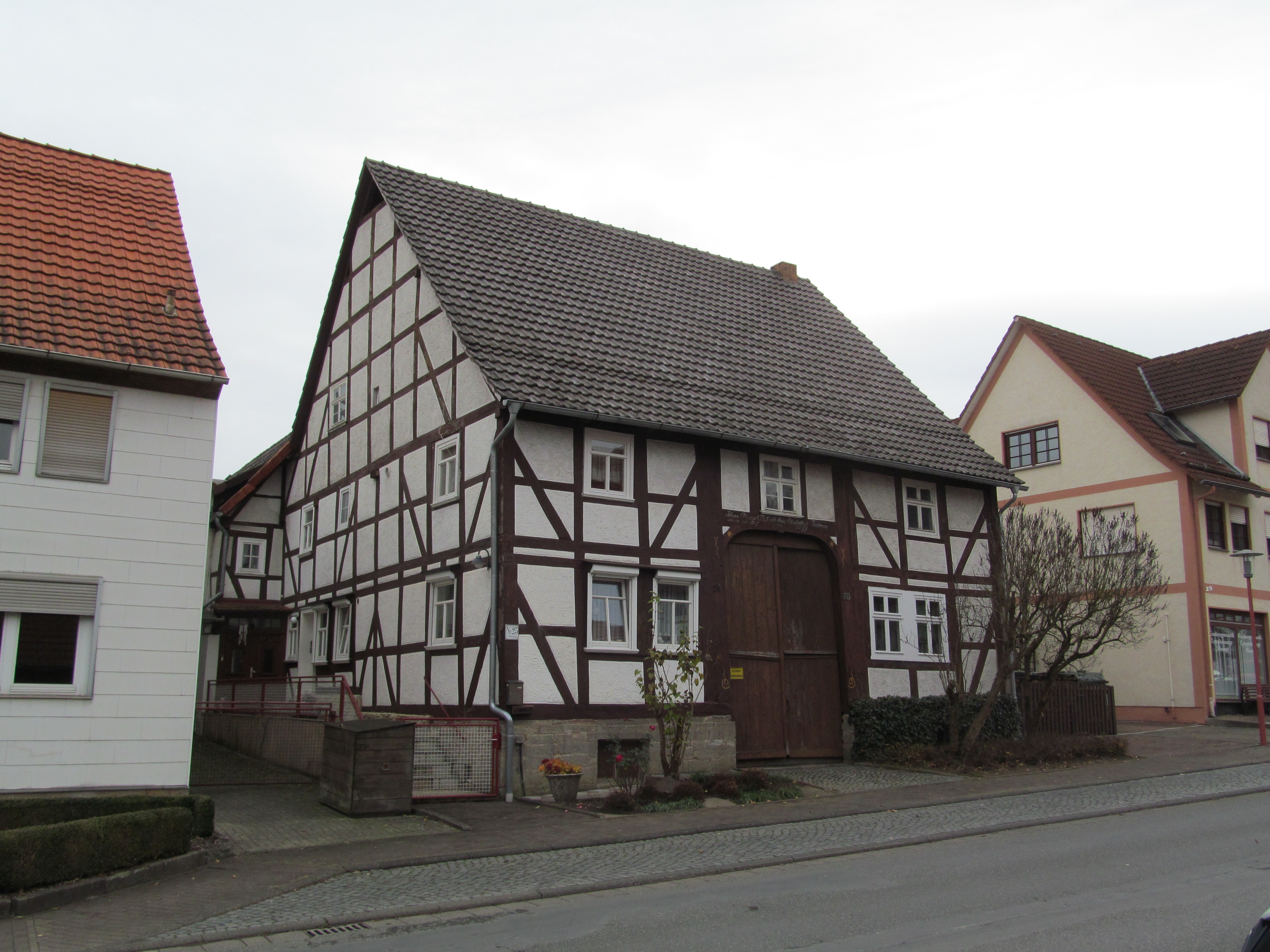
Gebäude Brückenstraße 25/27 in Gieselwerder

Das Gebäude Brückenstraße 25/27 in Gieselwerder, einem Ortsteil der Gemeinde Wesertal im Landkreis Kassel in Nordhessen, wurde 1799 errichtet. Das Diemelsächsische Bauernhaus ist ein geschütztes Kulturdenkmal.
Der zweigeschossige Rähmbau in konstruktivem Fachwerk hat einfache Streben an Bund- und Eckständern. Das ursprüngliche korbbogige Dielentor mit Inschriftbalken und viergeteiltem Torblatt ist erhalten.
An der Rückseite wurde um 1900 ein Fachwerkgebäude mit zweiflügeliger Haustür angebaut. 